# إياد ناصر
إياد ناصر (ولد 1969 م) إعلامي رياضي سوري، معلِّق ومقدِّم برامج رياضية. 

## سيرته
وُلد إياد ناصر في قرية دوير رسلان في الساحل السوري، عام 1969. 
انتسب إلى كلية الإعلام في جامعة دمشق، وحصل منها على شهادة بكالوريوس. ثم التحق بدائرة البرامج الرياضية في التلفزة السورية عام 1993، بصفة محرِّر رياضي. ثم تقدَّم لمسابقة التعيين في عام 1994 ليُقبل بصفة دائمة.
قدَّم برامج رياضية، وعلَّق على المباريات الكروية، ويشغل حاليًّا منصب مدير القسم الرياضي في التلفزيون السوري.